# 黒色火薬

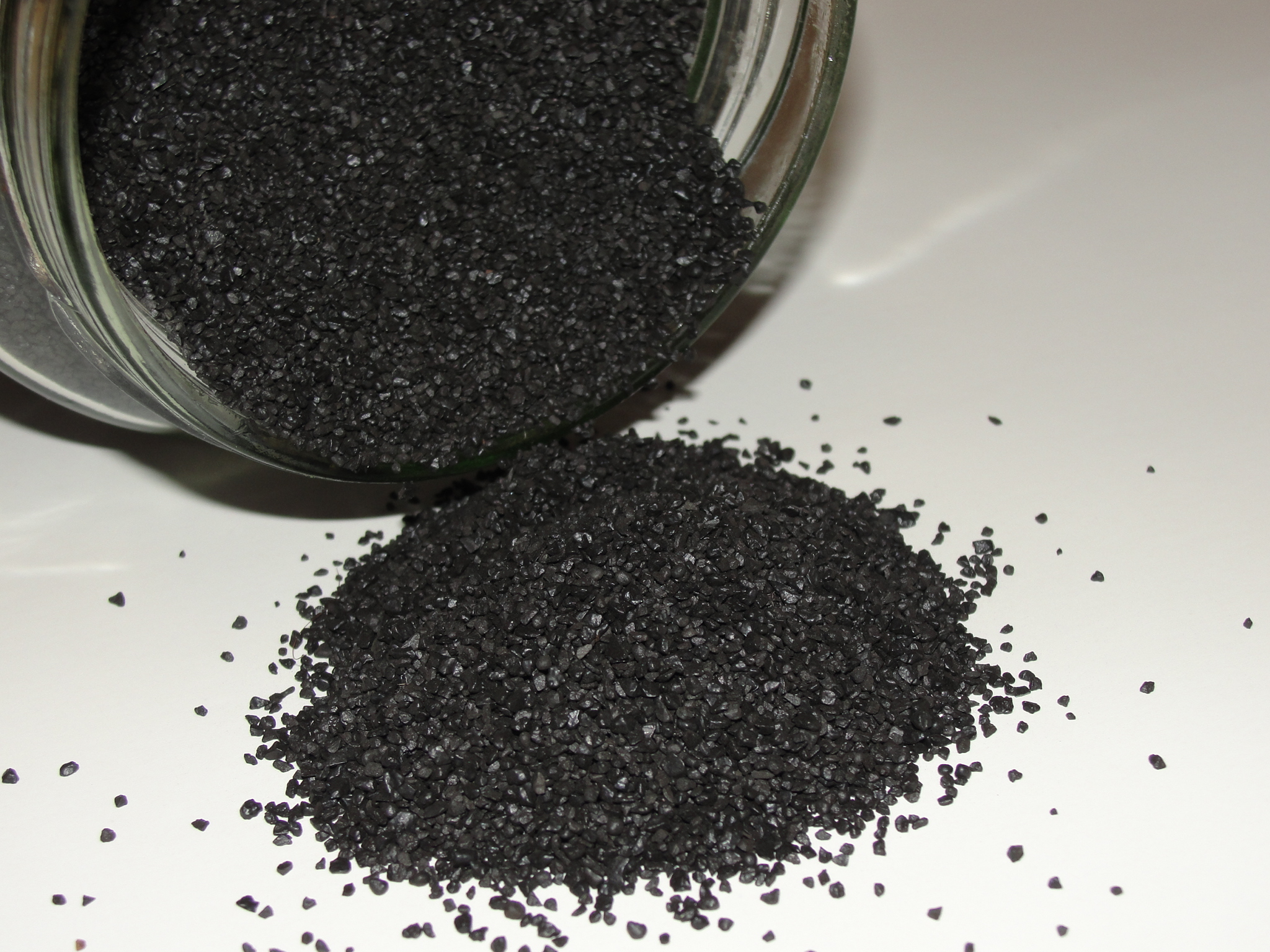
黒色火薬

黒色火薬（こくしょくかやく 英: black powder）は、酸化剤である硝酸カリウム（硝石）と燃料である木炭と燃焼促進剤である硫黄、の混合物からなる火薬の一種である。この3成分の配合比率は品種によって異なり、硫黄を含まない2成分黒色火薬もある。反応時にはかなり大量の火薬滓と白煙を発生させる。

## 歴史
最古の火薬であり、中国で唐王朝の時代には発明されたといわれている。四大発明（紙、印刷術、火薬、羅針盤）の一つである。いずれもルネサンス期ごろまでにヨーロッパに伝えられ、実用化された。

### 発明
黒色火薬は不老不死の神仙になるための丹薬製造(錬丹術)の過程で偶然発見されたとされる。黒色火薬発明以前の錬丹術の書には硝石と硫黄の混合に関する記述が見られ、650年ごろに唐の孫思邈はこれにサイカチの実を加える処方を記述している。これは配合こそ違うものの黒色火薬の原料・製法と同じであり、ここから徐々に火薬の発明につながっていったと考えられている。また、中国では黒色火薬の成分の一つである硝酸カリウムが天然に産出されるが、これは世界中でも限られた地域にしか存在しないものであり、火薬発明につながったとされる。
火薬の発明の時期については諸説あるものの、おおよそ800年から850年ごろに発明されたとみられている。1044年には軍用としての黒色火薬類似の配合組成の記述が中国の北宋政府編集の「武経総要」に現れているが、この時の配合は硝石が50％、硫黄と木炭が残り50％とされており、爆発物としては使用できなかったと考えられている。このため兵器としてはまず火矢（火箭）に用いられ、次いで槍の先端に火薬の入った容器を縛り付けた火炎放射器である火槍が開発された。その後徐々に硝石の割合が高められ、それに伴い爆発力が増加して、13世紀前半にはごく初期の爆弾である「震天雷」が開発され、第二次対金戦争やモンゴル・南宋戦争で用いられたのち、1274年の元寇の際には元軍が鎌倉幕府軍に対しこれを使用している。また北宋末期には、それまで竹を火に投じていた爆竹に火薬が用いられるようになり、各種の花火も開発されるようになった。1225年には地老鼠、すなわちねずみ花火が王宮で宴会の際用いられたと記録されている。
宋代には初期のロケットが開発されたと考えられており、同時期に砲も開発されていた。

### 伝播
中国で発明された火薬は13世紀にイスラム世界とヨーロッパに伝播するが、ヨーロッパへの伝播に関しては詳しい経路が判明していない。1267年にロジャー・ベーコンが著した『大著作』では火薬についての言及がみられるが、製法は木炭・硝石・硫黄を混合することしか判明しておらず、実用性はなかったと考えられている。いずれにせよ、1270年から1280年ごろにはムスリム技術者を通して火薬及び火薬兵器の技術がモンゴルからイスラム世界に伝播しており、1300年ごろにはヨーロッパにも火薬の製法が伝播したと考えられている。火薬兵器の普及は急速であり、1320年代には大砲がヨーロッパ各地で使用されるようになっていた。
初期の火薬の配合は安定しておらず、中国では14世紀以前、ヨーロッパでは16世紀までの記録では配合比率にぶれがみられるが、ヨーロッパでは17世紀には硝石の比率が75％でほぼ安定するようになった。これは中国でも同様で、硝石1斤・硫黄2両・木炭3両、すなわち硝石76％・硫黄10％・木炭14％にほぼ落ち着いた。
ヨーロッパにおいては火薬の原料のうち木炭と硫黄は十分に供給されていたが、硝石は微量にしか発見されず、ほとんどを輸入に頼っていた。1340年ごろからヨーロッパ各地で作硝丘による硝石製造が始まったことでボトルネックが解消され、火薬価格の低落をもたらした。しかしこの方法で製造された硝石には硝酸カリウムのほか、硝酸ナトリウム・硝酸カルシウム・硝酸マグネシウムが大量に含まれており、爆発力に問題はなかったものの吸湿性が非常に高かったため急速に劣化した。これを避けるために、14世紀には戦場で使用する直前に原料を混合してその場で火薬を製造することも行われたが、やがていったん火薬を湿らせてペースト状にし、それを乾かしたのち小さな粒に砕いて使用する方法が編み出された。この方法では火薬の劣化を遅らせることができたほか、粉末の火薬に比べ爆発力が強力となる効果があり、1420年ごろまでには広く使用されるようになった。なお、硝石・硫黄・木炭の粒子は比重が近く、輸送中などに分離する可能性は低かったため、当時の文献に成分分離による劣化への不満の記述は見られず、これが火薬を粒化した要因ではないとみられている。やがて木灰を使用して硝石から硝酸カルシウムと硝酸マグネシウムを取り除く方法が開発され、火薬の吸湿性はやや改善されたものの、硝酸ナトリウムの除去はこの方法でも不可能だった。
日本への黒色火薬の伝来は鉄砲伝来と同時であり、1543年(天文12年)に種子島に漂着したポルトガル人から種子島時堯が家臣の篠川小四郎に「搗篩・和合の法」とよばれる黒色火薬の製造法を学ばせたことで製法も同時に伝わることになった。
15世紀にはヨーロッパにおいて花火の利用が始まり、祝典の際に広く利用されるようになった。採掘や土木工事の際の発破としての利用も中国やヨーロッパにおいて見られたものの、高価で信頼性が低いうえ非常に危険だったため、特に閉鎖環境である坑道での利用は避けられる傾向にあった。
黒色火薬は17世紀の適正配合の発見以来、19世紀中ごろまでほぼ技術革新が停止していた。しかし19世紀中盤になるとニトログリセリンやニトロセルロースといった強力な爆発を起こす物質が発見され、これを利用したダイナマイトやゼリグナイトといった安全な爆薬も開発されて、軍用や産業用の爆発物の主流は黒色火薬ではなくなった。これらは強力すぎたため、火器の発射用として黒色火薬はいまだ使用されていたが、大量に発生する煙が問題視され、19世紀末には無煙火薬が発明されて黒色火薬にとってかわり、これ以降軍事用途ではあまり使用されなくなっている。
日本では20世紀中盤以降は専ら花火の装薬や、消防士や消防団員が用いる信号拳銃（索投銃）、あるいは火縄銃の実演射撃に用いられる程度となっており、銃器用途での使用は極度に減少している。朝日新聞（1988年3月15日付朝刊）が日本の警察の捜査資料を通じて報じたところでは、赤報隊事件が発生した1980年代末の時点で全国の猟銃所持者約20万人のうち、火縄銃や村田銃を用いているとみられる猟用黒色火薬購入者は、全国でも約300人（0.15%程度）にまで減少していた。

## 種類
標準的な比率（化学量論的組成比）は、質量比で、硝酸カリウム：木炭：硫黄＝75：15：10。
| 種類           | 硝酸カリウム(%) | 木炭(%) | 硫黄(%) | 粒の直径・性状                | 用途   |
| -------------- | --------------- | ------- | ------- | ----------------------------- | ------ |
| 黒色粉火薬     | 58 - 70         | 10 - 20 | 16 - 26 | 0.1mm以下、微粉末状           | 導火線 |
| 黒色鉱山火薬   | 65 - 70         | 10 - 20 | 10 - 20 | 3 - 7mmの球状、黒鉛光沢       | 砕石   |
| 狩猟用黒色火薬 | 73 - 79         | 10 - 17 | 8 - 12  | 0.4 - 1.2mm以下、黒鉛光沢     | 狩猟   |
| 黒色小粒火薬   | 73 - 79         | 10 - 17 | 8 - 12  | 0.4 - 1.2mm以下、黒鉛光沢なし | 煙火   |

## 性質
外観は黒い粉末であるが、硝酸カリウムにも吸湿性があり、経年と湿気により、硝酸成分が変化し、火薬が劣化するので、防湿策を施すなど、保管には注意を要する。
なお、「黒色火薬が、化学的に安定で自然分解の心配がなく、また吸湿性もないので、永年の貯蔵に耐える」という言説は、不純物（例：塩化ナトリウム）の影響や保存条件（湿度40–50%の乾燥環境）を考慮しない記述によるものであり、実際には、適切な保存（密封容器、乾燥剤使用）がなければ、湿気による性能低下は避けられない。
| 条件                     | 吸湿性             | 影響                           |
| ------------------------ | ------------------ | ------------------------------ |
| 標準状態（未処理）       | あり（KNO₃による） | 湿度70%で点火不能、性能20%低下 |
| グラファイトコーティング | 軽減（10–20%）     | 吸湿0.5%/月、保存2年可能       |
| 密封保存                 | ほぼなし           | 吸湿0.01%/月、保存10年可能     |

なお、玩具用花火に使用されている火薬は硝酸カリウムの代わりに過塩素酸カリウムが使われているものが多く、過塩素酸カリウムは吸湿性が高いため、湿度の高い環境下で保管すると花火は湿気を吸収してしまう。また硝酸カリウムの代わりに硝酸ナトリウム（チリ硝石）を使用した場合も同様であるが、厳密には硝酸カリウム以外の酸化剤を使用したものは黒色火薬には分類されない。
黒色火薬に含まれている硫黄は着火温度を下げ、炎を大きくし、ガス発生量を増す作用があるが、特に反応の途中で生成される硫化水素や酸化窒素の触媒効果によって、有害な一酸化炭素や青酸ガスの生成をおさえる作用がある。
炎に対して敏感で、衝撃や摩擦、静電気、火花に対しても敏感である。燃焼速度は混合比や粒の大きさなどの条件によって大きく異なり5cm/s - 400cm/sまでと幅広く、爆発熱は約3MJ/kg(700 - 750kcal/kg)。
黒色火薬の燃焼は以下の反応で行われると推定されている。
{\displaystyle {\ce {2KNO3 + S + 3C -> K2S + N2 + 3CO2}}}
{\displaystyle {\ce {10KNO3 + 3S + 8C -> 2K2CO3 + 3K2SO4 + 6CO2 + 5N2}}}
爆発すると、固体物質が約55%、気体が約45%、発生する。
よく「硝煙の臭い」などと表現される臭いは硫化カリウムが空気と反応して出来た硫化水素などのイオウ化合物の臭いである。このため、黒色火薬時代の大砲などの砲煙を吸い込むと中毒症状が出ることが多かった。なお、黒色火薬の黒色とは、木炭を混ぜたパウダーの色に由来するもので反応煙の色ではない。爆発時に黒煙は出さず、実際の煙は白色である。

## 製法
- 黒色火薬は、酸化剤である硝石（硝酸カリウム）＋燃料（還元剤）である木炭＋燃焼促進剤である硫黄、を混合して作られる。
  - 酸化剤：酸素を供給
  - 燃料（還元剤）：燃焼エネルギー源
  - 燃焼促進剤：着火温度を下げ、反応を加速

- 材料の例
  - 硝酸カリウム 純度99.5%以上、塩化物0.03%以下、水分0.2%以下（不純物（例：塩化物）は不安定性を高めるため、純度99%以上の高純度の物を使用する。）
  - 木炭 やわらかくて灰分の少ない物
  - 硫黄 純度99.5%以上

- 製造手順の例

現代では火薬類の製造の際には、目の安全対策は必須であり、耐衝撃性ゴーグルを着用し、粉塵や破片、閃光から目を保護することが行われている。
以下は伝統的・歴史的な、黒色火薬の製法である。
1. 木炭を乳鉢（すり鉢）ですり潰す。火花の発生防止のため、非金属製の器具を使用する。
2. 硫黄を加えて混合する。
3. 木炭と硫黄の混合物を内側が皮張りの容器に移して硝酸カリウムを加える。この時に水分を加えて水分量が4.5 - 6.5%になるようにする。
4. 樫の木の棒でよくすり潰す。これによって密度が大きく、燃焼性が均一になり薬勢がよくなる。
5. 火薬を綿布で包んで鉄板で挟み60 - 120Kgf/cm2で圧搾して比重を高める。
6. 所望の粒度になるように破砕する。この時に水分が所定量以下にならないように注意する。
7. 60度以下の温風で水分が1%以下になるまでゆっくりと乾燥させる。

- 黒色火薬の燃焼速度を遅くする方法（化学知識として）

燃焼速度（火炎伝播速度（m/s））を遅くするには、以下の方法が有効である。
粒径の拡大：
火薬をより大きな粒（粗粒）にすることで、表面積が減り、燃焼速度が低下する。例：細かい粉末状から1～2mmの粒状に成形。
添加物の導入：
燃焼抑制剤（例：炭酸カルシウムやホウ酸）を少量添加。1～5%程度混ぜることで、反応速度を抑える。
水分含有量の増加：
火薬に微量の水分（5～10%）を含ませる。湿気は燃焼反応を遅延させるが、保存性に注意。
圧縮度の低下：
火薬をゆるく詰めるか、低密度で成形。圧縮が弱いと酸素供給が減り、燃焼が遅くなる。
硫黄比率の減少：
標準組成から硫黄の割合を10%から5～7%に減らす。硫黄は燃焼促進剤なので、減らすと速度が落ちる。
- 黒色火薬の燃焼速度を速くする方法（化学知識として）

燃焼速度（火炎伝播速度（m/s））を速くするには、以下の方法が有効である。
粒径の縮小：
火薬を細かい粉末（例：100～200メッシュ）に粉砕。表面積が増え、燃焼が急速に進む。
粒径の制御：
細かすぎる粉末（100メッシュ以下）は感度が高いため、1～2mmの粒状に成形。表面積を減らし、静電気や衝撃による着火を防止。
圧縮度の向上：
火薬を高密度に圧縮（例：プレス成形）。酸素供給と反応効率が上がり、爆発的な燃焼が促進される。
硫黄比率の増加：
硫黄の割合を10%から12～15%に増やす。硫黄は着火温度を下げ、燃焼を加速する。
酸化剤の最適化：
硝石（硝酸カリウム）の純度を高めるか、比率を75%から80%に微調整。酸素供給量が増え、燃焼が速まる。
可燃性添加物の混入：
少量の金属粉（例：アルミニウムやマグネシウム、1～3%）を添加。高温反応を誘発し、燃焼速度を向上させる。
注意点：
細粒化や可燃性添加物の使用は、静電気や衝撃による偶発的着火のリスクを高める。
用途に応じた調整：
遅い燃焼は推進剤や煙火に、速い燃焼は銃火器の装薬や爆弾の炸薬や爆薬に適する。

## 製法の歴史
黒色火薬の製法は、9世紀の中国で始まり、中世から近代、現代にかけて軍事、鉱業、娯楽用途で進化を遂げた。初期の手工業から近代の工業生産へと移行し、材料の精製、混合方法、粒径制御、安全基準が大きく改善された。以下では、中世から現代までの製法の歴史的変遷を解説する。

### 中世（9世紀～15世紀）：中国起源と手工業
黒色火薬は、7～9世紀の唐代に錬金術師が硝石（硝酸カリウム）、木炭、硫黄を混合し、爆発性混合物として発見した。宋代には軍事用途（火槍、爆弾）が確立され、ヨーロッパやイスラム圏に伝播した。
- 起源と初期用途：
  - 唐代の文献『真元妙道要略』（850年頃）に火薬の記録が登場。宋代の『武経総要』（1044年）に配合（硝石50～60%）が記載。
  - 初期は花火や火槍、火箭（ロケット）に使用。配合は試行錯誤で、燃焼速度や爆発力は不安定。
- 製法（手工業）：
  - 材料：硝石は洞窟土壌や糞尿から抽出し、木灰で精製。木炭は柳やブナを炭化。硫黄は火山地域から採取。
  - 混合：乳鉢で粉砕し、乾燥状態で混合（「サーペンタイン粉末」）。火花による爆発リスクが高く、湿式混合（水や酒を加える）が導入された。
  - 成形：湿った火薬を乾燥させ、粗い粒（数mm）に成形。
- 課題：
  - 粒子の不均一性で成分が分離し、燃焼速度が不安定。
  - 輸送中の振動で硫黄が沈殿。
- 技術革新（14世紀、ヨーロッパ）：
  - コーニング（粒状化）：湿った火薬を固めて乾燥、粒状（0.5～5mm）に破砕。表面積を制御し、燃焼速度を安定化。
  - 硝石精製：木灰や牛血で純度を向上。不純物（カルシウム、マグネシウム）を除去。

### 近世（15世紀～18世紀）：機械化と標準化
15世紀以降、水力駆動の機械が導入され、製法が効率化・標準化された。現在の標準配合（硝酸カリウム75%、木炭15%、硫黄10%）が確立し、火砲やマスケット銃に適した火薬が生産された。
- 機械化の進展：
  - 1435年、ニュルンベルク（ドイツ）で水力スタンプミルが登場。木炭、硫黄、硝石を別々に粉砕。
  - 17世紀：水車や馬力で駆動するミルが普及。湿式混合（水10～20%）が標準化され、安全性向上。
  - 18世紀：硝石精製が工業化。糞尿や土壌から硝酸カルシウムを抽出し、木灰で硝酸カリウムに変換。
- コーニングの改良：
  - 火薬を湿ったケーキ状に圧縮（密度1.7g/cm³）、乾燥後に破砕、篩で粒径選別（例：Fg：大砲用、FFg：小銃用）。
  - 粒径制御で火砲（1～2mm/s）、マスケット（5～10mm/s）、ピストル（10～20mm/s）に適応。
- 組成の標準化：
  - 18世紀中盤（英国、1750年頃）に標準配合（硝酸カリウム75%、木炭15%、硫黄10%）が確立。
  - 硝石の割合増加で酸素供給を最適化、硫黄で着火温度を低下（約300℃）。
- 生産規模：
  - ヨーロッパで王立火薬工場が設立（例：英国ウォルサム修道院、フランスエソンヌ）。
  - アメリカ独立戦争（1775～1783年）で硝石採取が急務。デュポン社（1802年設立）が生産開始。

### 近代（19世紀）：工業生産と衰退
19世紀には、機械化と品質管理が進み、工業生産が確立した。しかし、無煙火薬やダイナマイトの登場により、黒色火薬は軍事・鉱業用途で衰退した。
- 工業化の進展：
  - 木製スタンプミルを鋼鉄ローラーに置換。ボールミル（回転ドラム）が導入され、粉砕・混合を自動化。
  - 火薬を210～280kg/cm²で圧縮、破砕後に篩で粒径選別。
  - 黒鉛コーティング（1880年代）：防湿性と流動性を向上。軍用では着火遅延のため使用禁止（英国）。
- 品質管理：
  - 湿度管理（50～60%）で固結や燃焼速度の変動を防止。
  - バリスティック振り子（1742年、ベンジャミン・ロビンス）で発射速度を測定し、性能評価。
  - 進行性燃焼：特殊形状の火薬粒（トーマス・ロッドマン、1850年代）で燃焼表面積を制御。
- 生産拠点：
  - 米国：デュポン社が南北戦争（1861～1865年）で北軍向けに増産。
  - 英国：ウォルサム修道院やカーティス＆ハーヴェイ社が生産。第一次世界大戦後に合併（ノーベル・インダストリーズ）。
  - カリフォルニア粉末工場（1864年設立）：インド産硝石で西海岸の需要を供給。
- 衰退の要因：
  - 1860年代以降、ニトログリセリン（1846年）、ニトロセルロース（1846年）、無煙火薬（1884年）が登場。
  - 無煙火薬は煙が少なく、エネルギー密度が高く、黒色火薬を軍事用途で淘汰。
  - ダイナマイト（1867年）が鉱業で代替。

### 現代（20世紀～現在）：ニッチ市場と安全基準
20世紀以降、黒色火薬は花火、マズルローダー、モデルロケット向けのニッチ市場に限定された。生産は自動化され、厳格な安全基準が導入された。
- 生産の縮小：
  - 第一次世界大戦後、英国の火薬メーカーは合併（ICI、1926年）。ウォルサム修道院（1941年閉鎖）など主要工場が閉鎖。
  - 米国では花火、歴史再現、マズルローダーに用途が限定。地下炭鉱での使用は禁止。
- 現代の製法：
  - ボールミルやローラーミルで粉砕、湿式混合（水10～15%）、圧縮（200～300kg/cm²）、破砕、篩選別。
  - 黒鉛コーティング：花火用で防湿性強化。
  - 安全基準：非火花材料（青銅、鉛）のミル、導電性容器、湿度50～60%、温度15～25℃で管理。
- 代替品：
  - パイロデックスやトリプルセブン（1970年代～）が開発。低煙、低腐食性でマズルローダー向け。
- 環境配慮：
  - 硝石は化学合成（ハーバー・ボッシュ法）で供給。硫黄は石油精製副産物、木炭は工業生産。
- 用途：
  - 花火、モデルロケット、安全ヒューズ、発煙弾に限定。軍事用途はほぼ消滅。

## 黒色火薬の保管方法
黒色火薬の安全な保管は、化学的安定性と事故防止のために不可欠である。以下の対策が一般的に採用される。
- pH調整：黒色火薬のpHを中性（6.5～7.5）に保つ。酸性環境は硫黄の反応性を高め、不安定化を招く。
- 乾燥状態の維持：黒色火薬の水分含有量を1%以下に保つ。湿気（5%以上）は化学的劣化を招き、長期保存で不安定化する。
- 防湿包装：黒色火薬を導電性の密閉容器（例：金属缶、導電性プラスチック）や、帯電防止ビニール製の真空パックで保管。湿気や酸素による劣化を防止。
- 低温保管：保管温度を15～25℃に維持。高温（40℃以上）は硝石の分解を促進し、安定性を損なう。
- 湿度管理：製造・保管場所は、湿度50～60%に保ち、静電気の発生を抑制。乾燥環境では帯電が10倍以上になる。

## ロケット花火における黒色火薬の燃焼特性
ロケット花火は、黒色火薬を主成分とする推進剤と爆発火薬を用いて飛行と爆発効果を実現する花火の一種である。推進剤と爆発火薬は同一の黒色火薬組成を使用するが、火薬の密度や形態（圧縮または粉末）、および燃焼環境（開放または密閉）により燃焼速度が大きく異なる。本項では、黒色火薬の密度と燃焼速度の関係、およびロケット花火における推進剤と爆発火薬の役割の違いについて解説する。

### 黒色火薬の組成
黒色火薬は、以下の成分からなる：
- 硝酸カリウム（KNO₃）：約75%
- 木炭：約15%
- 硫黄：約10%

この組成は、推進剤と爆発火薬の両方で同一である。ただし、用途に応じて添加剤（例：爆発火薬にアルミニウムやマグネシウムを5～10%添加）や硫黄の比率（10～15%）の微調整が行われる場合がある。

### 燃焼速度と密度の関係
黒色火薬は表面から燃焼が進行する性質（表面燃焼）を持ち、燃焼速度は火薬の密度や形態に依存する。同一組成の黒色火薬であっても、以下の要因により燃焼速度が大きく異なる。

### 形態と表面積
- 圧縮形態（推進剤）：
  - 黒色火薬を密度約1g/cm³に圧縮成形し、円柱状や中空の「グレイン」として使用する。燃焼は外表面や中空部分に限定され、表面積が小さいため燃焼速度（リニア燃焼速度（mm/s））は遅い（2～5mm/s）。
  - ロケット花火の推進剤として使用され、ノズルからガスを噴射して持続的な推力（例：2Nで5秒、飛行高度50m）を生成する。
- 粉末または粗粒形態（爆発火薬）：
  - 同一組成の黒色火薬を粒径0.1～1mmの粉末や粗粒としてルーズに詰める。個々の粒子が同時に燃焼し、表面積が大きいため燃焼速度（（火炎伝播速度（m/s））が速い（10～100m/s）。
  - 密閉空間での急速な燃焼により圧力が急上昇（数MPa）、ケーシングを破裂させて花火の星（スター）を散布する（例：2g火薬＋1gスターで0.05秒、輝度10万カンデラ）。

### 燃焼環境
- 推進剤：ノズルを通じてガスが排出される開放環境で燃焼するため、圧力上昇が緩やかで燃焼速度（リニア燃焼速度（mm/s））が安定する。
- 爆発火薬：密閉空間で燃焼し、ガスが蓄積することで圧力が急上昇。燃焼速度（（火炎伝播速度（m/s））は圧力に比例して加速する（燃焼速度 ∝ 圧力^n、n≈0.5～1）。

### 添加剤
- 推進剤：硫黄の比率を高く（10～15%）することで燃焼速度を調整し、安定した推力を確保。
- 爆発火薬：アルミニウムやマグネシウム（5～10%）を添加し、爆発力や輝度を向上させる場合があるが、黒色火薬の基本組成は同一。

### 推進剤と爆発火薬の役割
ロケット花火では、同一組成の黒色火薬が推進剤と爆発火薬の両方に使用されるが、形態と機能が異なる。

### 推進剤
- 形態：圧縮グレイン（円柱状や中空）をケーシング底部に配置。
- 機能：低速燃焼（2～5mm/s）で数秒間持続し、ノズルからガスを噴射して推力を生成（例：排気速度約800m/s）。ロケットを飛行させる。
- 例：5gの黒色火薬を圧縮、5秒燃焼で2Nの推力、飛行高度50m。

### 爆発火薬
- 形態：同一組成の黒色火薬を粉末または粗粒でルーズに詰め、遅延ヒューズでタイミング制御。
- 機能：高速燃焼（10～100m/s）で瞬間的に圧力を発生（0.01～0.1秒）、ケーシングを破裂させて星を散布する。
- 例：2gの黒色火薬＋1gの星、0.05秒で爆発、輝度10万カンデラ。

### 例外：キャンディロケット
一部のロケット花火では、推進剤としてキャンディロケット（KNO₃ 65～70%、スクロース 30～35%）が使用される。キャンディロケットは黒色火薬とは異なる組成を持ち、比推力（I_sp ≈ 120～140s）がやや高い。ただし、爆発火薬には通常、黒色火薬が使用される。

### 燃焼速度の単位
- 推進剤：燃焼速度は2～5mm/sで、実験データでも圧縮グレインの燃焼速度は1～5mm/s程度（圧力や組成に依存）。
- 爆発火薬：燃焼速度は10～100m/sで、これは爆発速度（detonation velocity、400～1500m/s）ではなく、燃焼伝播速度（deflagration）を指す。花火の設計ではこの範囲で制御される。

### 結論
ロケット花火における黒色火薬は、推進剤と爆発火薬で同一の組成（KNO₃ 75%、木炭15%、硫黄10%）を使用するが、密度、形態、燃焼環境により燃焼速度が大きく異なる。圧縮された推進剤は低速燃焼（2～5mm/s）で持続推力を生み、ルーズな爆発火薬は高速燃焼（10～100m/s）で瞬間的な爆発効果を生む。この違いは、表面積の制御と圧力環境の違いに起因する。同一組成の黒色火薬が、用途に応じた設計により多様な機能を発揮する。